# Erucius brunneri
Erucius brunneri är en insektsart som beskrevs av Bolívar, C. 1914. Erucius brunneri ingår i släktet Erucius och familjen Chorotypidae. Inga underarter finns listade i Catalogue of Life.